# 338 (szám)
A 338 (római számmal: CCCXXXVIII) egy természetes szám.

## A szám a matematikában
A tízes számrendszerbeli 338-as a kettes számrendszerben 101010010, a nyolcas számrendszerben 522, a tizenhatos számrendszerben 152 alakban írható fel.
A 338 páros szám, összetett szám, kanonikus alakban a 21 · 132 szorzattal, normálalakban a 3,38 · 102 szorzattal írható fel. Hat osztója van a természetes számok halmazán, ezek növekvő sorrendben: 1, 2, 13, 26, 169 és 338.
A 338 négyzete 114 244, köbe 38 614 472, négyzetgyöke 18,38478, köbgyöke 6,96582, reciproka 0,0029586. A 338 egység sugarú kör kerülete 2123,71663 egység, területe 358 908,11112 területegység; a 338 egység sugarú gömb térfogata 161 747 922,1 térfogategység.